# L'Avenç (revista de historia)
L'Avenç es una revista que apareció en 1977 especializada en temas de historia y cultura. Adoptó el nombre de la antigua revista homónima L'Avenç, activa entre 1881 y 1893. Es una publicación especializada que se centra especialmente en la historia de la Cataluña contemporánea, que reconstruye desde un punto de vista crítico con numerosos trabajos de investigación y de opinión centrados, sobre todo, en el conflicto de la Guerra Civil Española.

## Historia
La revista fue fundada en 1977 por Ferran Mascarell y Oriol Regàs, que se habían conocido mientras estudiaban Geografía e Historia en la Universidad de Barcelona. Mascarell fue su editor y director hasta 1984.
En 1977 la revista recibió el premio Crítica Serra d'Or, y en 2002 la Creu de Sant Jordi de la Generalidad de Cataluña y el Premio nacional del patrimonio cultural.
Entre 2006 y 2012, el 50 % de la empresa editora perteneció al Grupo RBA. Desde enero de 2013 es propiedad de Núria Iceta y Josep Maria Muñoz Lloret, que es su director desde 1999. La revista es miembro de la Associació de Publicacions Periòdiques en Català (APPEC) y de la Asociación de Revistas Culturales de España (ARCE). Desde 2004, también edita la revista Els Marges, con lo que ha podido evitar su desaparición.